# Cornățel, Bacău
Cornățel este un sat în comuna Urechești din județul Bacău, Moldova, România.
Relieful este unul predominat de dealuri joase fiind în apropiere cu Câmpia Inferioară a Siretului. Clima este temperat-continentală cu veri călduroase și ierni blânzi. Hidrografia este redată de râul Trotuș și mici pârâuri. Vegetația este formată din păduri de foioase. Fauna este predominantă atât din animale sălbatice (căprioare, lupi, iepuri, veverițe etc) cât și animale domestice (cai, vaci, oi, capre etc).
Principale preocupări sunt agricultura și creșterea animalelor. Principale agriculturii sunt vița de vie, porumbul, plante furajere etc. Primăvara principala activitate este păstoritul oilor, iar vara păstoritul vacilor.
Satul Cornățel prevede o grădiniță, școală generală cu clasele I-VIII, cămin cultural și un dispensar.
În satul Cornățel se regăsesc o mulțime de troițe atât la intrarea din sat, cât și în centrul și la ieșirea din sat. Bisera ortodoxă poartă hramul Sf. Arhangheli Mihail și Gavril.
 Acest articol despre o localitate din județul Bacău este deocamdată un ciot. Puteți ajuta Wikipedia prin completarea lui.